# Бакумба
Бакумба (на френски: Bakoumba) е град в югоизточен Габон с население от 4045 души (по данни от 2013 г.). Разположен е на запад от Моанда и в него е било управлението на дълъг лифт, транспортиращ манганова руда от Моанда до Мбинда в Конго-Бразавил. Линията е затворена през 1986.
Градът е известен с Лекеди Парк, природен резерват и с фермите за риба и екзотични животни.